# 가십 (밴드)
가십(영어: Gossip)은 미국의 록 밴드이다. 2016년에 해체했다가 2019년에 다시 재결합하였다.

## 구성원

### 현재
- 베스 디토 - 보컬, 피아노 (1999년 ~ 2016년, 2019년 ~ 현재)
- 브레이스 페인 - 기타, 베이스, 키보드 (1999년 ~ 2016년, 2019년 ~ 현재)
- 해나 빌리 - 드럼 (2004년 ~ 2016년, 2019년 ~ 현재)

### 투어링 멤버
- 크리스토퍼 슈턴 - 베이스 (2009년 ~ 2013년, 2019년 ~ 현재)
- 그렉 포먼 - 키보드 (2012년 ~ 2013년, 2019년 ~ 현재)

### 과거
- 캐시 멘도사 - 드럼 (1999년 ~ 2003년)

## 디스코그래피
- That's Not What I Heard (2000)
- Movement (2003)
- Standing in the Way of Control (2006)
- Music for Men (2009)
- A Joyful Noise (2012)
- Real Power (2024)